# Hiroto Nakagawa
Hiroto Nakagawa (中川 寛斗 Nakagawa Hiroto?), född 3 november 1994 i Saitama prefektur, är en japansk fotbollsspelare.
Nakagawa började sin karriär 2013 i Shonan Bellmare. 2015 flyttade han till Kashiwa Reysol. Han spelade 63 ligamatcher för klubben. Han gick tillbaka till Shonan Bellmare 2019.